# 鳥原村
鳥原村（とっぱらむら）は、かつて新潟県西蒲原郡にあった村。1901年11月1日の合併によって消滅し、現在は新潟市西区の一部となっている。
以下の記述は合併直前当時の旧鳥原村に関しての記述であり、現在では名称等が異なる場合がある。なお、ここに記述されていない内容に関しては新潟市などの記事を参照。

## 沿革
- 1889年（明治22年）4月1日 - 町村制施行に伴い西蒲原郡鳥原村、鳥原新田、小平方分、立仏村、寺地村が合併し、鳥原村が発足。
- 1901年（明治34年）11月1日 - 西蒲原郡金巻村、板井村、黒鳥村、木場村と合併し、黒埼村となり消滅。

## 地域
鳥原村は、合併した村名を継承する以下の大字で構成される。
鳥原（とっぱら）
1889年（明治22年）まであった鳥原村の区域。現在の新潟市西区鳥原。
鳥原新田（とっぱらしんでん）

1889年（明治22年）まであった鳥原新田の区域。現在の新潟市西区鳥原新田。
小平方（こひらかた）

1889年（明治22年）まであった小平方分の区域。現在の新潟市西区小平方。
立仏（たちぼとけ）
1889年（明治22年）まであった立仏村の区域。現在の新潟市西区立仏。
寺地（てらじ）
1889年（明治22年）まであった寺地村の区域。現在の新潟市西区寺地。